# 零点乐队
零点乐队，成立于1989年，是中国流行摇滚乐队之一。
代表作品有《爱不爱我》、《相信自己》、《没有什么不可以》等。
2008年2月25日主唱周晓鸥宣布退出。

## 成员
- 前[2]主唱：周晓鸥
- 吉他手：大毛（李瑛）
- 贝司手：王笑冬
- 鼓　手：二毛（李晓俊）
- 键盘手：朝洛蒙

## 专辑作品
- 2007年《不是不爱你》
- 2005年《风雷动》
- 2003年9月《越来越》
- 《相信自己》
- 2002年1月20日《没有什么不可以》
- 《零的起点》
- 1999年9月21日《00:00:00》
- 1998年4月《最好的》
- 1998年1月《每一夜 每一天》
- 1997年《永恒的起点》
- 1995年《别误会》